# Asseco Resovia 2011-2012
Questa voce raccoglie le informazioni riguardanti l'Asseco Resovia nelle competizioni ufficiali della stagione 2011-2012.

## Organigramma societario
Area direttiva
- Presidente: Marek Panek
- Vicepresidente: Bartosz Górski

Area organizzativa
- Team manager: Maciej Pająk

Area tecnica
- Allenatore: Andrzej Kowal
- Allenatore in seconda: Marcin Ogonowski

Area comunicazione
- Ufficio stampa: Katarzyna Zięba

Area marketing
- Ufficio marketing: Jarosław Gutowski

## Rosa
| N° | Nome               | Ruolo | Data di nascita  | Nazionalità sportiva |
| -- | ------------------ | ----- | ---------------- | -------------------- |
| 1  | Maciej Dobrowolski | P     | 19 marzo 1977    | Polonia              |
| 2  | Paul Lotman        | S     | 3 novembre 1985  | Stati Uniti          |
| 3  | Wojciech Grzyb     | C     | 4 gennaio 1981   | Polonia              |
| 4  | Piotr Nowakowski   | C     | 18 dicembre 1987 | Polonia              |
| 5  | Lukáš Ticháček     | P     | 12 gennaio 1982  | Rep. Ceca            |
| 6  | Kamil Długosz      | S     | 20 marzo 1992    | Polonia              |
| 7  | Aleh Achrem        | S     | 12 marzo 1983    | Bielorussia          |
| 8  | Marko Bojić        | S     | 13 novembre 1988 | Montenegro           |
| 9  | György Grozer      | S/O   | 27 novembre 1984 | Germania             |
| 10 | Mateusz Nożewski   | C     | 28 luglio 1991   | Polonia              |
| 11 | Tomasz Kowalski    | P     | 12 giugno 1991   | Polonia              |
| 12 | Łukasz Perłowski   | C     | 3 aprile 1984    | Polonia              |
| 13 | Jakub Peszko       | S     | 1º aprile 1992   | Polonia              |
| 14 | Adrian Gontariu    | S/O   | 14 maggio 1984   | Romania              |
| 15 | Mateusz Mika       | S     | 21 gennaio 1991  | Polonia              |
| 16 | Krzysztof Ignaczak | L     | 15 maggio 1978   | Polonia              |
| 17 | Tomasz Głód        | L     | 26 gennaio 1992  | Polonia              |
| 18 | Grzegorz Kosok     | C     | 2 marzo 1986     | Polonia              |
| 19 | Dawid Dryja        | C     | 21 luglio 1992   | Polonia              |

## Mercato
| Acquisti | Acquisti           | Acquisti         | Acquisti   |
| R.       | Nome               | da               | Modalità   |
| -------- | ------------------ | ---------------- | ---------- |
| P        | Maciej Dobrowolski | Fart Kielce      | definitivo |
| S        | Paul Lotman        | BluVolley Verona | definitivo |
| C        | Piotr Nowakowski   | AZS Częstochowa  | definitivo |
| P        | Lukáš Ticháček     | Friedrichshafen  | definitivo |
| S        | Marko Bojić        | PAOK             | definitivo |
| S/O      | Adrian Gontariu    | Friedrichshafen  | definitivo |
| C        | Dawid Dryja        | SMS Spała        | definitivo |

| Cessioni | Cessioni           | Cessioni              | Cessioni   |
| R.       | Nome               | a                     | Modalità   |
| -------- | ------------------ | --------------------- | ---------- |
| C        | Ryan Millar        | Lokomotiv Novosibirsk | definitivo |
| S        | Rafał Buszek       | Dafi Społem Kielce    | prestito   |
| S        | Matej Černič       | Callipo               | definitivo |
| P        | Michele Baranowicz | Piemonte              | definitivo |
| S/O      | Tomasz Józefacki   | Panathīnaïkos         | definitivo |
| P        | Ivan Ilić          | ?                     | definitivo |

## Statistiche

### Statistiche di squadra
| Competizione          | Punti | In casa | In casa | In casa | In trasferta | In trasferta | In trasferta | Totale | Totale | Totale |
| Competizione          | Punti | G       | V       | P       | G            | V            | P            | G      | V      | P      |
| --------------------- | ----- | ------- | ------- | ------- | ------------ | ------------ | ------------ | ------ | ------ | ------ |
| Polska Liga Siatkówki | 38    | 15      | 13      | 2       | 14           | 9            | 5            | 29     | 22     | 7      |
| Coppa di Polonia      | -     | 2       | 1       | 1       | 1            | 1            | 0            | 3      | 2      | 1      |
| Coppa CEV             | -     | 6       | 5       | 1       | 6            | 4            | 2            | 12     | 9      | 3      |
| Totale                | -     | 23      | 19      | 4       | 21           | 14           | 7            | 44     | 33     | 11     |

G = partite giocate; V = partite vinte; P = partite perse

### Statistiche dei giocatori
| A. Achrem      | 25 | 298 | 239 | 23 | 36 | Statistiche assenti | 7  | 89  | 78  | 8  | 3  | Statistiche assenti |
| M. Bojić       | 18 | 144 | 117 | 15 | 12 | Statistiche assenti | 7  | 70  | 53  | 9  | 8  | Statistiche assenti |
| K. Długosz     | 0  | 0   | 0   | 0  | 0  | Statistiche assenti | -  | -   | -   | -  | -  | Statistiche assenti |
| M. Dobrowolski | 12 | 7   | 3   | 4  | 0  | Statistiche assenti | 4  | 4   | 4   | 0  | 0  | Statistiche assenti |
| D. Dryja       | -  | -   | -   | -  | -  | Statistiche assenti | -  | -   | -   | -  | -  | Statistiche assenti |
| T. Głód        | -  | -   | -   | -  | -  | Statistiche assenti | -  | -   | -   | -  | -  | Statistiche assenti |
| A. Gontariu    | 16 | 55  | 47  | 2  | 6  | Statistiche assenti | 2  | 8   | 7   | 1  | 0  | Statistiche assenti |
| G. Grozer      | 29 | 553 | 434 | 50 | 69 | Statistiche assenti | 7  | 141 | 108 | 14 | 20 | Statistiche assenti |
| W. Grzyb       | 18 | 84  | 54  | 17 | 13 | Statistiche assenti | 7  | 61  | 36  | 13 | 12 | Statistiche assenti |
| K. Ignaczak    | 29 | 0   | 0   | 0  | 0  | Statistiche assenti | 12 | 0   | 0   | 0  | 0  | Statistiche assenti |
| G. Kosok       | 19 | 91  | 60  | 20 | 11 | Statistiche assenti | 7  | 5   | 3   | 2  | 0  | Statistiche assenti |
| T. Kowalski    | -  | -   | -   | -  | -  | Statistiche assenti | -  | -   | -   | -  | -  | Statistiche assenti |
| P. Lotman      | 26 | 187 | 140 | 29 | 18 | Statistiche assenti | 5  | 33  | 23  | 7  | 3  | Statistiche assenti |
| M. Mika        | 19 | 74  | 64  | 3  | 7  | Statistiche assenti | 3  | 2   | 2   | 0  | 0  | Statistiche assenti |
| M. Nożewski    | -  | -   | -   | -  | -  | Statistiche assenti | -  | -   | -   | -  | -  | Statistiche assenti |
| P. Nowakowski  | 28 | 253 | 169 | 72 | 12 | Statistiche assenti | 7  | 66  | 43  | 20 | 3  | Statistiche assenti |
| Ł. Perłowski   | 14 | 34  | 14  | 16 | 4  | Statistiche assenti | -  | -   | -   | -  | -  | Statistiche assenti |
| J. Peszko      | -  | -   | -   | -  | -  | Statistiche assenti | -  | -   | -   | -  | -  | Statistiche assenti |
| L. Ticháček    | 27 | 56  | 9   | 21 | 28 | Statistiche assenti | 6  | 7   | 2   | 4  | 1  | Statistiche assenti |

P = presenze; PT = punti totali; AV = attacchi vincenti; MV = muri vincenti; BV = battute vincenti